# Prêmio Potências 2024
A 4.ª cerimônia anual do Prêmio Potências foi realizada em 5 de novembro de 2024, no Teatro Santander, na cidade de São Paulo, no Brasil. Preta Gil, Rita Batista, Stella Yeshua, Thiago Oliveira e Yuri Marçal serviram como apresentadores da cerimônia.
A premiação deste ano homenageou duas grandes mulheres que são ícones e referências para a comunidade negra na música: Ludmilla e a cantora estadunidense Erykah Badu, sendo a primeira vez que a premiação homenageia uma artista estrangeira.

## Vencedores e indicados
Os indicados ao Prêmio Potências 2024 foram anunciadas em 10 de outubro de 2024. Liniker e Ludmilla foram as personalidades mais indicadas, com duas indicações cada. Os vencedores estão listados primeiro e destacados em negrito.
| Artista do Ano | Música do Ano |
| --- | --- |
| - Ludmilla - Iza - Leo Santana - Liniker | - "Caju" – Liniker - "Daquele Jeitão" – Péricles - "Em Busca da Minha Sorte" – Thiaguinho & Billy SP - "Maliciosa" – Ludmilla |
| Revelação | Atleta do Ano |
| - Duquesa - Ajuliacosta - Jota.pê - Melly | - Beatriz Souza - Gabriel Araújo - Rayssa Leal - Rebeca Andrade |
| Ator do Ano | Atriz do Ano |
| - Juan Paiva – (João Pedro em Renascer) - Alexandre Rodrigues – (Buscapé em Cidade de Deus: A Luta Não Para) - Iago Xavier – (Heraldo em Motel Destino) - Luís Miranda – (Eraldo em Encantado's)                                                               | - Maria – (Rebeca em Bandida: A Número Um) - Ayomi Domenica – (Sofia em Levante) - Diana Mattos – (Betânia em Betânia) - Gabz – (Viola em Mania de Você) |
| Ator Coadjuvante | Atriz Coadjuvante |
| - Xamã – (Damião em Renascer) - Bukassa Kabengele – (Marcel em Mania de Você) - Evaldo Macarrão – (Jupará em Renascer) - Marcello Melo Jr. – (José Bento em Renascer)                                                                                          | - Edvana Carvalho – (Inácia em Renascer) - Alice Carvalho – (Joana em Renascer) - Belize Pombal – (Geiza em Justiça 2) - Clara Moneke – (Caridade em No Rancho Fundo) |
| Personalidade do Ano | Creator do Ano |
| - Preto Zezé - Samantha Almeida - Ana Fontes - Anielle Franco | - Anderson Ricardo – @andii.ricardo - Bia Ben – @biaben - Lorena Rufino – @rufislore - Patrícia Ramos – @patriciaramos |
| Profissional do Ano | Liderança Negra |
| - Thais Soares dos Santos – Marketing Director da Ambev - Camila Novaes – Client Marketing Director da Visa - Luana Ozemela – Vice-Presidente de Impacto e Sustentabilidade do iFood - Nathalia Lira – Gerente de Licenciamento da Mauricio de Sousa Produções | - Débora Moura – Head de Diversidade e Inclusão do Grupo Dreamers - Beatriz Lopes – Diretora de criação da Jotacom - Leo Araujo – CEO da C4V3 - Marta Cristina Silva de Carvalho – Gerente de Comunicação e Relações Institucionais da FCB                                                                          |
| Potência Jovem | Campanha do ano |
| - Luiza Vidal Garcia – Diretora de Arte - Diego Garcia – Diretor de Arte - Milo Araújo – Diretora de Arte Plena da Artplan - Robson José da Silva Junior – Brand Assistant da Inner Circle                                                                     | - Campanha: "Respeita o Meu Capelo" –Agência: GUT São Paulo; Anunciante: O Boticário; Produto: Vult - Campanha: "Uma princesa puxa a outra" – Agência: SOKO; Marca: Seda - Campanha: "Black Medals" - Campanha: "Cabelos Sem Limites, como Nós" – Agência: Gana e adam&eveDDB; Anunciante: Seda; Produto: Seda Boom |

### Prêmios especiais
No dia 5 de novembro, a ginasta Rebeca Andrade foi agraciada com o Prêmio Potências, devido ao seu desempenho nos Jogos Olímpicos de Verão de 2024 e à sua representação da comunidade negra por meio do esporte.
| Prêmio Potências |
| ---------------- |
| Rebeca Andrade   |